# Letteratura bizantina
La letteratura bizantina fu l'espressione della vita intellettuale dei popoli di lingua greca dell'Impero Romano d'Oriente durante il Medioevo. L'Impero era un organismo multiforme, una combinazione di civiltà greco-romana e cristiana, basato sulla lingua ellenica come lingua d'uso più diffusa, oltreché ufficiale (fin dal VII secolo), e fondato sul sistema politico e istituzionale romano. La vicinanza geografica e gli stretti contatti con le civiltà orientali lo portarono ad assorbire elementi culturali e stimoli intellettuali siriani, persiani, armeni, copto-egiziani, e, successivamente, anche arabo-islamici. Nell'analisi della letteratura bizantina, perciò, occorre considerare influenze differenti: greche, cristiane, romane e orientali.

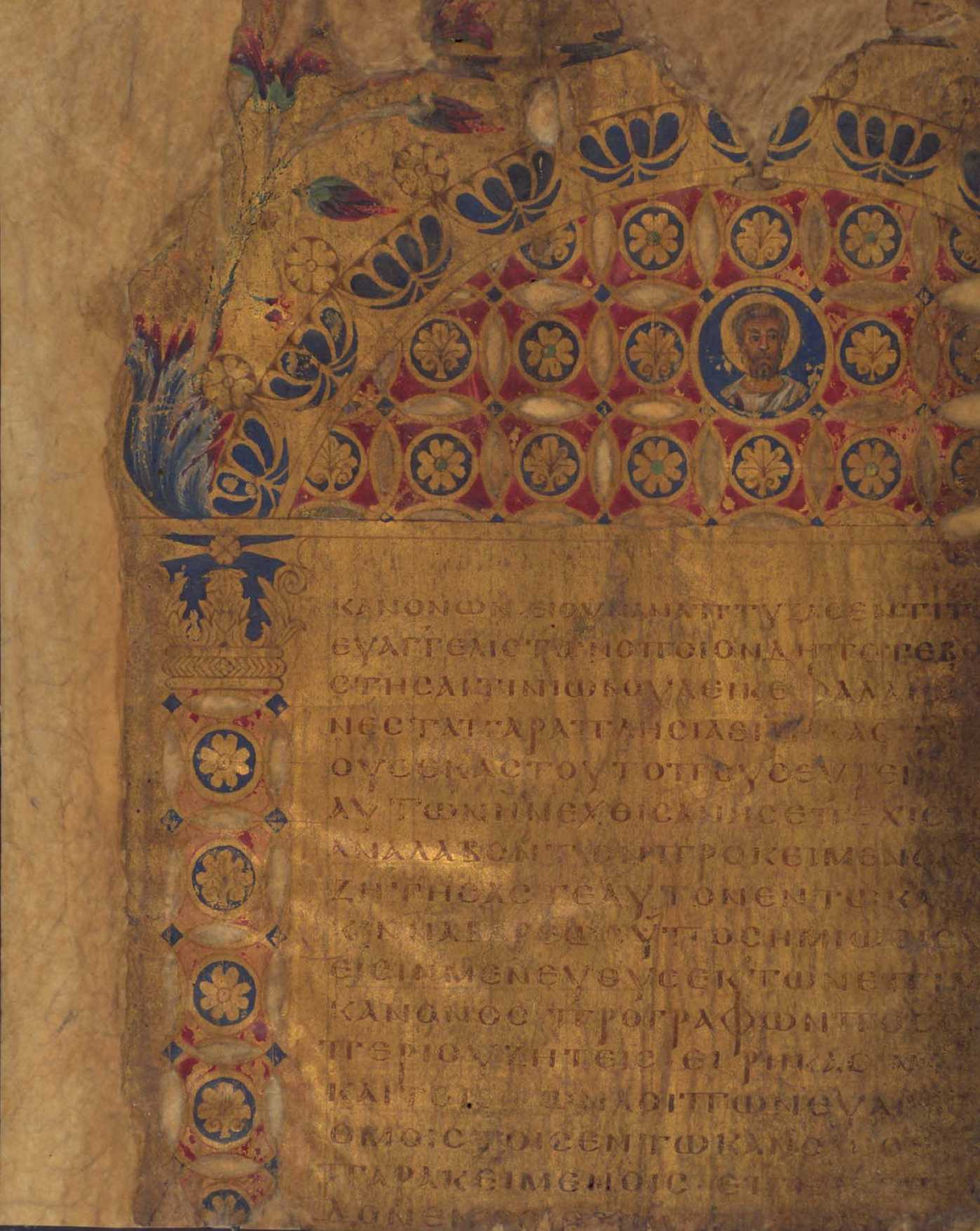
Pagina di vangelo bizantino, XII sec., Londra, British Library

## Storia
Il centro della civiltà greca si era spostato fin dal III secolo a.C. da Atene ad Alessandria e in altri centri minori, fra cui Pergamo e Rodi. Ad Alessandria in particolare convissero per lungo tempo due anime: quella greca, delle classi superiori e degli intellettuali (pervasa dall'atticismo delle scuole e dalla vitalità della colonia giudaica di espressione ellenica) e quella più propriamente autoctona, non ellenizzata, delle classi subalterne, la cui lingua sarebbe stata all'origine, in era cristiana, di un idioma e una letteratura copti.
Nell'ambito del mondo greco-alessandrino maturerà quel dualismo intellettuale che permearà di sé la civiltà bizantina e che opporrà la cultura colta a quella popolare. Anche la letteratura ellenistica subisce questo dualismo: in essa infatti si distinguono due tendenze, una razionalistica e dotta e una romantica e popolare. La prima trovava la sua origine nelle scuole dei sofisti alessandrini e culminava nel romanzo greco (Luciano, Achille Tazio, Eliodoro e Longo Sofista sono i suoi maggiori rappresentanti); la seconda aveva le sue radici negli idilli di Teocrito e culminava in Callimaco, Museo, Quinto Smirneo e altri.
Entrambe le tendenze persistettero a Bisanzio, ma la prima, grazie al suo riconoscimento ufficiale, fu quella predominante. La prima tendenza, inoltre, ricevette un supporto ulteriore dal movimento linguistico dell'atticismo e fu rappresentata da scrittori quali Dionisio di Alicarnasso e grammatici quali Elio Erodiano e Frinico.
Se Alessandria, come importante e centrale fattore conservativo, fu così influente nel definire e, durante il periodo bizantino, dirigere la vita letteraria e linguistica del mondo greco, un secondo fattore conservativo è costituito dall'influenza culturale romana sulla vita politica e giudiziaria dell'Impero d'Oriente, dal momento che, sostanzialmente, l'intera struttura dello Stato rifletteva, almeno nei primi secoli della storia di Bisanzio, la struttura dell'Impero Romano. A queste due forze più antiche, la cultura ellenistica e l'organizzazione politica romana, occorre quindi aggiungere, come importanti espressioni del nuovo ambiente, la vita della cristianità e l'immaginario del mondo orientale.
Sempre ad Alessandria nacque la cristianità greco-orientale. Ad Alessandria fu completata la traduzione dei Settanta; si compì quella fusione fra filosofia greca e religione ebraica che trovò in Filone il suo principale rappresentante; fiorì il neoplatonismo di Plotino e di Porfirio; nacquero Origene, Atanasio e il suo avversario Ario, Cirillo e Sinesio di Cirene. Non proprio ad Alessandria, ma comunque in terra egizia, crebbe il concetto di ascetismo che successivamente si ritrova nel monachesimo bizantino.
Dopo Alessandria, fu la Siria con Antiochia a costituire un importante centro della cristianità. Essa fu la patria della scuola dei commentatori cristiani fiorita sotto Giovanni Crisostomo e dei cronografi universali cristiani. Sempre in Siria sono i primi germi della poesia ecclesiastica greca, mentre dalla vicina Palestina proveniva Giovanni Damasceno.
Dopo questa sommaria caratterizzazione dei vari elementi della civiltà bizantina occorre spiegare in quale relazione stessero l'uno con l'altro e quale fu il prodotto della loro combinazione. L'elemento romano e quello ellenistico sono intrinsecamente connessi fra loro e legati entrambi alla cultura orientale. La supremazia romana nella vita politica non scomparve a Bisanzio.
Fu piuttosto amplificata dall'unione del cesarismo romano con il dispotismo orientale. Inoltre, la sottomissione della Chiesa al potere dello Stato condusse ad una opposizione sempre più netta con la Chiesa Romana, molto più autonoma e indipendente dal potere secolare. Dall'altro lato, allorquando la lingua greca soppiantò quella latina come lingua ufficiale dello Stato, si venne a determinare in Oriente una netta supremazia della prima su quest'ultima, che invece si manterrà in Occidente come unico idioma di cultura durante tutta l'età medievale. Nel mondo bizantino, invece, l'ultima importante testimonianza della lingua latina fu il Corpus Iuris Civilis di Giustiniano. Tuttavia, mentre il mondo greco riuscì a preservare la forma della sua antica letteratura, non si può dire lo stesso del sentimento poetico e dell'immaginazione. Proprio nella cultura estetica il mondo bizantino ruppe i suoi legami con le antiche tradizioni, prediligendo lo spirito orientale: nella letteratura e nelle arti plastiche lo spirito orientale risultò vittorioso.
Alcuni generi letterari furono pressoché abbandonati o non raggiunsero alte vette; dall'altro si perse il senso antico del bello e della proporzione. Tale evoluzione della letteratura fu il risultato di condizioni sociali molto diverse e spesso contrastanti con quelle dell'antica Grecia e di Roma, ma più vicine a quelle orientali: così la letteratura divenne strettamente connessa con le classi più alte e di potere, e meno vicina agli interessi e ai gusti della maggior parte dei cittadini.
L'ultima questione da analizzare è l'influenza orientale sulla Chiesa e sullo Stato. Occorre quindi evidenziare fra influenze dirette e influenze indirette. Fra le prime è innanzitutto la carica stessa di imperatore, nella quale è evidente il carattere orientale nell'unione nella sua unica figura del potere religioso e di quello temporale: la sua persona è ammirata come sacra, egli è il rappresentante di Dio, anzi la vera immagine di Dio, e tutti si prostrano quando gli sono davanti; tutto ciò che lo riguarda è sacro, anche l'inchiostro rosso con il quale sottolinea la sua firma.
Il carattere orientale della Chiesa bizantina appare nel suo tenace spirito dogmatico nello stabilire la dottrina nei concili, nell'ascetismo della vita monastica e anche nella profonda ostilità contro l'Occidente latino e la Chiesa di Roma (che nell'XI secolo sfociò nello scisma). Il carattere orientale della Chiesa e dello Stato è ancora più evidente se considerato negli effetti sulla vita civile, perlopiù controllata dalle classi più ricche, dagli ufficiali e dalle alte cariche religiose.
Nel prosieguo della voce, la letteratura bizantina è suddivisa in sezioni. Le prime quattro rappresentano quei generi che continuano la tradizione antica: la storiografia (cui però è associata anche la cronografia), l'enciclopedia e la saggistica, la poesia secolare. Le rimanenti sezioni, invece, sono relative a due nuovi generi: la letteratura ecclesiastica e religiosa e la poesia popolare.

## Storiografia
Le storie erano opere di argomento storico che avevano lo scopo di spiegare il perché degli avvenimenti storici, «poi che invero muto è il corpo della storia se resta privo delle cause e delle azioni». Spesso gli storici bizantini prendevano a modello gli autori classici (ad esempio Procopio prendeva a modello Tucidide) e interrompevano talvolta la narrazione per dilungarsi in excursus etnografici (la descrizione dei luoghi dove avvenivano gli avvenimenti) e in aneddoti curiosi. Contenevano anche orazioni e invettive.
I principali storici bizantini furono:
- Procopio di Cesarea, autore di una storia delle guerre di Giustiniano I (fino al 553)
- Agazia Scolastico, continuatore di Procopio dal 552 al 558.
- Menandro Protettore, autore di una storia che va dal 559 al 582 di cui restano solo frammenti.
- Teofilatto Simocatta, autore di una storia che va dal 582 al 602.
- Niceforo, autore di una storia che va dal 602 al 769.
- Giuseppe Genesio, autore di una storia che va dall'813 all'886
- Continuatori di Teofane, autori di una storia che va dall'813 al 961
- Leone Diacono, autore di una storia che va dal 959 al 976.
- Michele Psello, autore di una storia che va dal 976 al 1078.
- Michele Attaliate, autore di una storia che va dal 1034 al 1079.
- Niceforo Briennio, autore di una storia che va dal 1070 al 1079.
- Anna Comnena, autrice dell'Alessiade, che va dal 1069 al 1118.
- Giovanni Cinnamo continuò l'Alessiade fino al 1176.
- Niceta Coniate continuò l'opera di Cinnamo fino al 1206.
- Giorgio Acropolite, autore di una storia che va dal 1203 al 1261.
- Giorgio Pachimere, autore di una storia che va dal 1261 al 1308.
- Niceforo Gregora, autore di una storia che va dal 1204 al 1359.
- Giovanni VI Cantacuzeno scrisse delle memorie che vanno dal 1320 al 1356.
- Laonico Calcondila, autore di una storia che va dal 1298 fino al 1463.
- Michele Critobulo, autore di una storia che va dal 1451 al 1463.

Dopo Teofilatto Simocatta, per lungo tempo non vengono scritte opere storiografiche. Dopo un timido tentativo di ripresa da parte del Patriarca Niceforo (che scrisse una Breve storia che arriva fino al 769), nel X secolo la storiografia rinacque sotto la tutela di Costantino Porfirogenito il quale ingaggiò degli autori di corte per scrivere una storia che iniziasse dall'813. Questi autori di corte, i continuatori di Teofane, misero per iscritto in prosa accettabile la versione ufficiale della storia e sono dunque di parte, anche se non totalmente dato che in alcuni passi un minimo accenno di neutralità c'è.

## Cronografia
La Cronografia si occupa di narrare la storia del mondo dalla sua creazione fino ai giorni nostri. La data della creazione del mondo era stata posta nell'anno 5492 a.C. e i Bizantini ponevano come anno zero la data della creazione del mondo. Le cronache universali o cronache a partire da Adamo iniziavano dalla creazione dell'universo e proseguivano, in forma di annali, fino all'epoca della composizione dell'opera. Lo scopo delle cronache era cercare di dare una spiegazione a come Dio agisse sulla storia e quale fosse il suo disegno. Avevano ampia diffusione, per l'epoca ed erano scritte in un linguaggio semplice e comprensibile anche ai meno istruiti.
Per i primi secoli e millenni della narrazione (prima del diluvio universale) si utilizzava come fonte "storica" la Genesi e testi biblici apocrifi del Vecchio Testamento. Alcuni dettagli non erano tratti dalla Genesi come ad esempio Seth che inventa l'alfabeto ebraico o diede i nomi agli astri ecc. Dopo il diluvio si narra la storia dei discendenti di Noe, aggiungendo dettagli ulteriori a quelli narrati alla Bibbia. Per esempio nella Genesi si omette di specificare che Nemrod, Re di Senmar (Genesi, 10, 10), inventò e insegnò ai Persiani la magia e l'astronomia e gli succedette Crono, il quale ebbe come discendenti Zeus, Era, Nino ecc. Zeus regnò sull'Italia ed ebbe come successore Hermes che fu poi costretto a fuggire in Egitto dove divenne re; in Egitto gli successe Efesto, che inventò le armi di ferro e impose la monogamia agli Egizi. Invece Nino fondò Ninive ed ebbe come successore Ares, venerato dagli Assiri come Baal. In pratica i cronografi bizantini, non fornendo la Bibbia informazioni approfondite del mezzo millennio che intercorre tra il diluvio e Abramo, inserirono nella narrazione gli Dei greci, i quali tuttavia non sono veri dei.
Da Abramo in poi si narra la storia biblica del popolo ebraico mentre gli altri popoli vengono dimenticati dai cronografi perché adorano gli idoli. Infatti la storia universale della Cronaca è quella della Provvidenza che all'inizio riguarda tutti i popoli ma che dopo la Torre di Babele e l'inizio dell'idolatria, si restringe solo al popolo ebraico. Solo con l'inizio della diffusione del Cristianesimo, la cronaca ritorna a essere universale perché il messaggio del Vangelo è universale, rivolto ovvero a tutti i popoli e non solo al popolo eletto ebraico.

## Letteratura ecclesiastica e religiosa

### Agiografia
Nell'Impero bizantino esistevano due tipi di opere agiografiche:
- aneddoto breve
- vita completa

Gli aneddoti brevi nacquero in Egitto presso i monaci locali e si trasmisero per via orale fino ad essere raccolti in raccolte di aneddoti detti paterica o gerontica.
Le vite complete erano biografie complete di un santo, costruite secondo uno schema agiografico:
- prologo in cui lo scrittore a cui è stata incaricata la realizzazione dell'opera ammette di essere inadeguato a trattare un argomento così alto come la vita e i miracoli di quel santo.
- descrizione e lode della città in cui è nato il santo-
- descrizione della sua famiglia.
- nascita e segni miracolosi che l'accompagnarono.
- giovinezza e studi del santo, doti naturali che aveva.
- vita adulta e miracoli del santo, eventuali miracoli dopo la sua dipartita.

Molte agiografie, soprattutto quelle dei santi monaci, furono inventate di sana pianta conoscendo solo luogo di nascita, nome e data di commemorazione liturgica seguendo il già citato schema. Lo stile era spesso semplice per renderla comprensibile a tutti. Nel X secolo le vite redatte fino a quel momento vennero però criticate per la sciatteria del loro stile, inadeguato per un santo: 
(Michele Psello, Encomium Metaphraste)
Vennero quindi parzialmente riscritte da Niceta il Paflagone e Simeone Metafraste. Quest'ultimo, dopo aver parafrasato 135 vite, le pubblicò in 10 volumi. Lo stile del Metafraste, seppur criticato da taluni, venne apprezzato da altri per il suo stile raffinato e al tempo stesso comprensibile anche dalla gente comune, al punto che Michele Psello arrivò a dire che la sua opera era più grande dell'«erudizione di tutti i Greci».

### Antologie
- Umberto Albini, Enrico V. Maltese (a cura di), Bisanzio nella sua letteratura, collana: I grandi libri, Milano, Garzanti, 2004, ISBN 978-88-11-36653-9.
- Raffaele Cantarella (a cura di), Poeti bizantini, collana: Classici greci e latini, Milano, BUR Biblioteca Universale Rizzoli, 1992, ISBN 978-88-17-16816-8.
- Fabrizio Conca (a cura di), Novelle bizantine, collana: Classici greci e latini, Milano, BUR Biblioteca Universale Rizzoli, 2004, ISBN 978-88-17-00264-6.
- Anna Maria Taragna (a cura di), Ten Centuries of Byzantine Prose. A Selection of Greek Texts, Alessandria, Edizioni dell'Orso, 2012, ISBN 978-88-6274-417-1.
- Francesco Tissoni (a cura di), Mille anni di poesia greca. Antologia dai secoli V-XV, Alessandria, Edizioni dell'Orso, 2012, ISBN 978-88-6274-369-3.